# Den Berg (Kessenich)
'Den Berg is een motteheuvel met resten van een mottekasteel in het centrum van Kessenich tegenover de kerk. Het is een kunstmatig opgeworpen heuvel, die vroeger omgracht was. 

Op de motte zijn nog de resten van een donjon te bezichtigen. Sinds de 19e eeuw wordt de top gedomineerd door de grafkapel van de familie Michiels van Kessenich.

## Versterking
Mogelijk was er in Kessenich al in de Romeinse tijd een versterking of castellum, waar de oude naam van Kessenich, Casselin, naar verwees. Op enkele plaatsen in Kessenich zijn sporen van een Romeinse aanwezigheid gevonden.
De motteheuvel is gelegen op een strategisch gunstig gelegen hogere talud in de Maasvallei, waar met aarde een vrij steile heuvel werd opgeworpen. De kunstmatige aarden heuvel met een basisdiameter van bijna 50 meter en een hoogte van ongeveer 9 meter was vroeger omgeven door een gracht. Op de top werden bij archeologisch onderzoek in 1966 de resten van een burchttoren of donjon uit Maaskeien gevonden. Die werd gedateerd als stammend uit de 12de eeuw maar kan ook ouder zijn. Deze Castrum Cassenic wordt voor het eerst vermeld in een akte uit 1155. Die burchttoren had een achthoekige vorm met een totale doorsnede van 10 meter en had muren van 2,60 à 3 meter dik. De binnenruimte was cirkelvormig met een doorsnede van 4,60 meter.
De oppervlakte van de toren was eerder klein met niet veel plaats om wonen. Waarschijnlijk was de woonfunctie hoofdzakelijk ondergebracht in de voorburcht en verschanste men zich in de burchttoren in geval van onheil.

De burchttoren lag niet in het midden maar eerder oostelijk op de motteheuvel.
Bij verder archeologisch onderzoek werden aan de zuidzijde van de toren resten van een later tegen de toren gebouwde, ruitvormige constructie gevonden. De functie van dit gebouwtje met muren van 1 m tot 1,5 m dik is onzeker, mogelijk diende het als traptoren ter vervanging van een houten buitentrap.  
In de 16e eeuw werd de achthoekige donjon grotendeels gesloopt, al dan niet door de Bourgondiërs als straf voor opstandelingenleider Jan de Wilde. Aan de westzijde van de donjon, op de plaats waar momenteel de in 1899 gebouwde grafkapel staat, werd toen een vierkantige constructie gebouwd van 6 × 6 meter. Uit dezelfde bouwfase dateert een omheiningsmuur, waarvan de steenbrokken nog langs de hellingen te zien zijn. De omheiningsmuur vervulde de functie van keermuur op de rand van het plateau en vormde een binnenplaats rond het vierkante torengebouw.

## Neerhof
Zoals bij veel andere mottekastelen kunnen er in Kessenich twee gedeelten onderscheiden worden. De hoofdburcht of opperhof op de hoge opgeworpen heuvel had een militair doel. Oostelijk daarvan was er de lagere voorburcht of neerhof met economische- en woonfunctie waar het dagelijks leven zich afspeelde. Dat voorhof was in Kessenich zo een 80 meter bij 40 meter groot en bevatte het leenhof "Franssenhof" en een kerk (de voorganger van de Sint-Martinuskerk).

## Omgracht
De burcht, alsook het hele dorp, werd in het zuiden, oosten en noorden op natuurlijke wijze afgeschermd door oude Maasbeddingen zoals de "Schoor". Aan de westkant was een kunstmatige gracht gegraven, de "Diepe Gracht". In de Atlas der Buurtwegen werd deze getekend. Onder andere de Meierstraat, Schoorstraat en Veldstraat waren voorzien van een hek (in het dialect "varen" genoemd). Hier hielden, krachtens een verordening uit 1740, leden van de schutterij de wacht. 

In 1949 werden de laatste resten van de historische grachten gedempt.

## Dubbelmotte
De Motte van Kessenich was vroeger een dubbelmotte: een zeldzame vorm waarbij op het terrein twee opperhoven gelegen zijn.
Op de nu nog toepasselijk geheten "Bergplaats" lag ooit een tweede, kleinere motteheuvel. Die heuvel staat getekend op een kaart van Jacob van Deventer (ca. 1550) en op de Ferrariskaarten. Beide motteheuvels lagen op amper tweehonderd meter afstand van elkaar, met daar tussen het neerhof en de kerk.
Eén motteheuvel was geruime tijd bezit van het graafschap Gulik en de andere was Brabants. De tweede, thans verdwenen motteheuvel, bestond nog in de Franse tijd; ze werd toen omschreven als une montagne de sable près de l'église de Kessenich, 33,28 a. De nog bestaande motte werd toen beschreven als les ruines de la maison de Bronshorn, 26 a. Het doel van de tweede heuvel is niet bekend; misschien had hier een voorganger gestaan. Ze lag trouwens op het meest oostelijke punt van de hogere uitloper waarop Kessenich gevestigd is.

## Verval en sanering

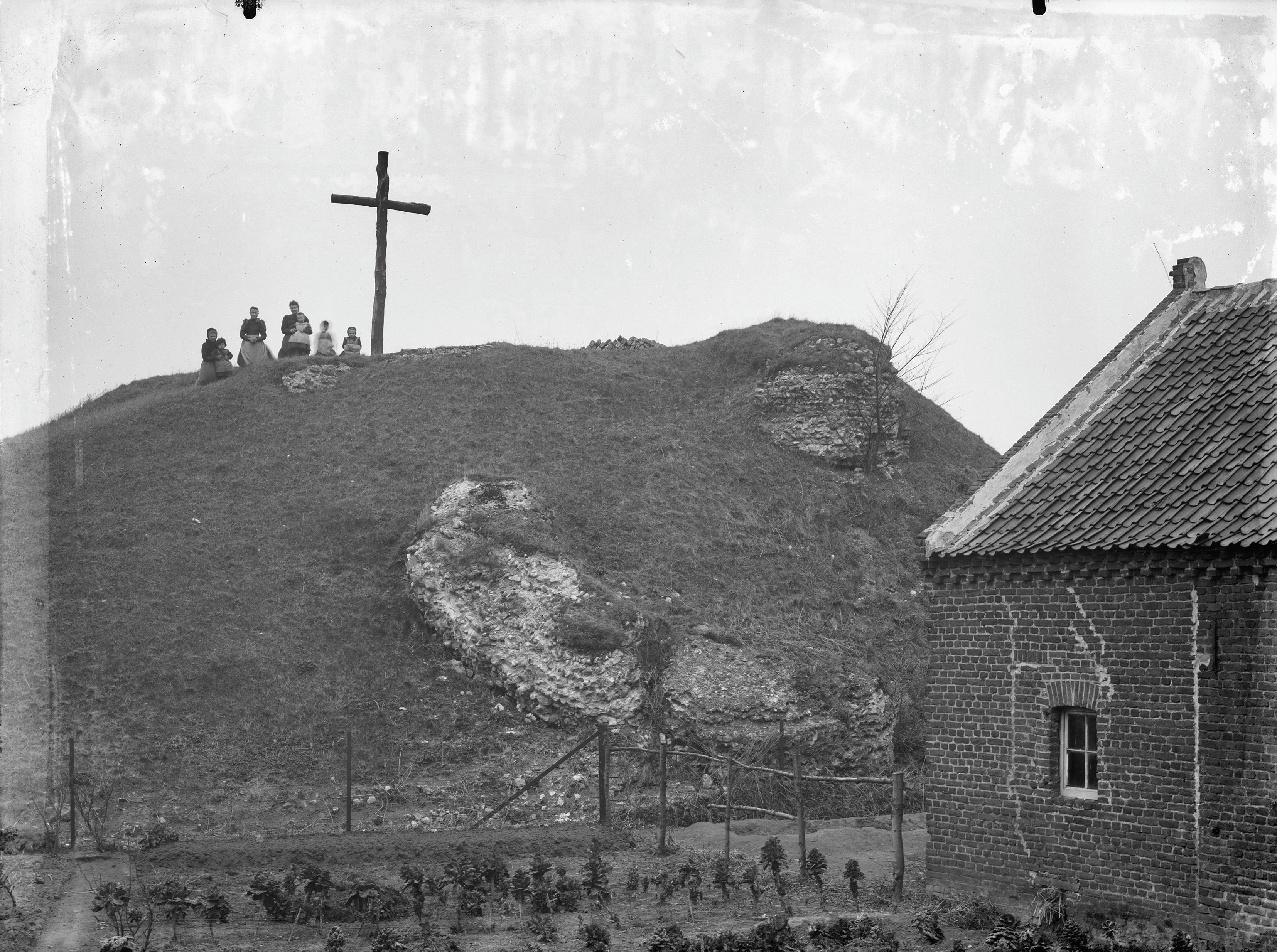
Den Berg in 1898 net voor de bouw van de grafkapel

Het gebouw op de motteheuvel werd in de 17de eeuw nog deels gebruikt. In 1685 liet heer Ferdinand van Kniphausen tot Vogelsanck, (toenmalig landsheer van de Rijksheerlijkheid Kessenich) het nog herstellen, hoewel hij er niet woonde. 

Vanaf 1699 werd het geslacht Waes heer van de Kessenich en eigenaar van Den Berg. Zij verkozen het nabije kasteel Borgitter als verblijf. Bijgevolg werd Den Berg niet langer bewoond en raakte geleidelijk in verval. Bouwmaterialen werden elders hergebruikt. De motteheuvel werd deels afgegraven, mogelijk om een slotgracht te dempen. Mogelijk verdwenen daardoor ook de oostelijke resten van de funderingen van de achthoekig mottetoren.
In 1804 kocht Hendrik Jozef Michiels van Kessenich de meeste landgoederen die vroeger in het bezit waren van de heren van Kessenich. Omstreeks 1825 liet zijn familie de heuveltop nivelleren en er een grafkelder maken. Dit familiegraf werd gemarkeerd door een groot hout kruis. In dezelfde periode als de kerk van Kessenich werd herbouwd, bouwde de familie Michiels in 1899 boven de reeds bestaande grafkelder op de motte een neogotische grafkapel.
Opgravingen naar restanten van de burcht werden meermaals verricht (1870, 1966, 1972 en 1984).
De ruïnes werden gerestaureerd en kunnen vrij bezichtigd worden.

## Bronnen

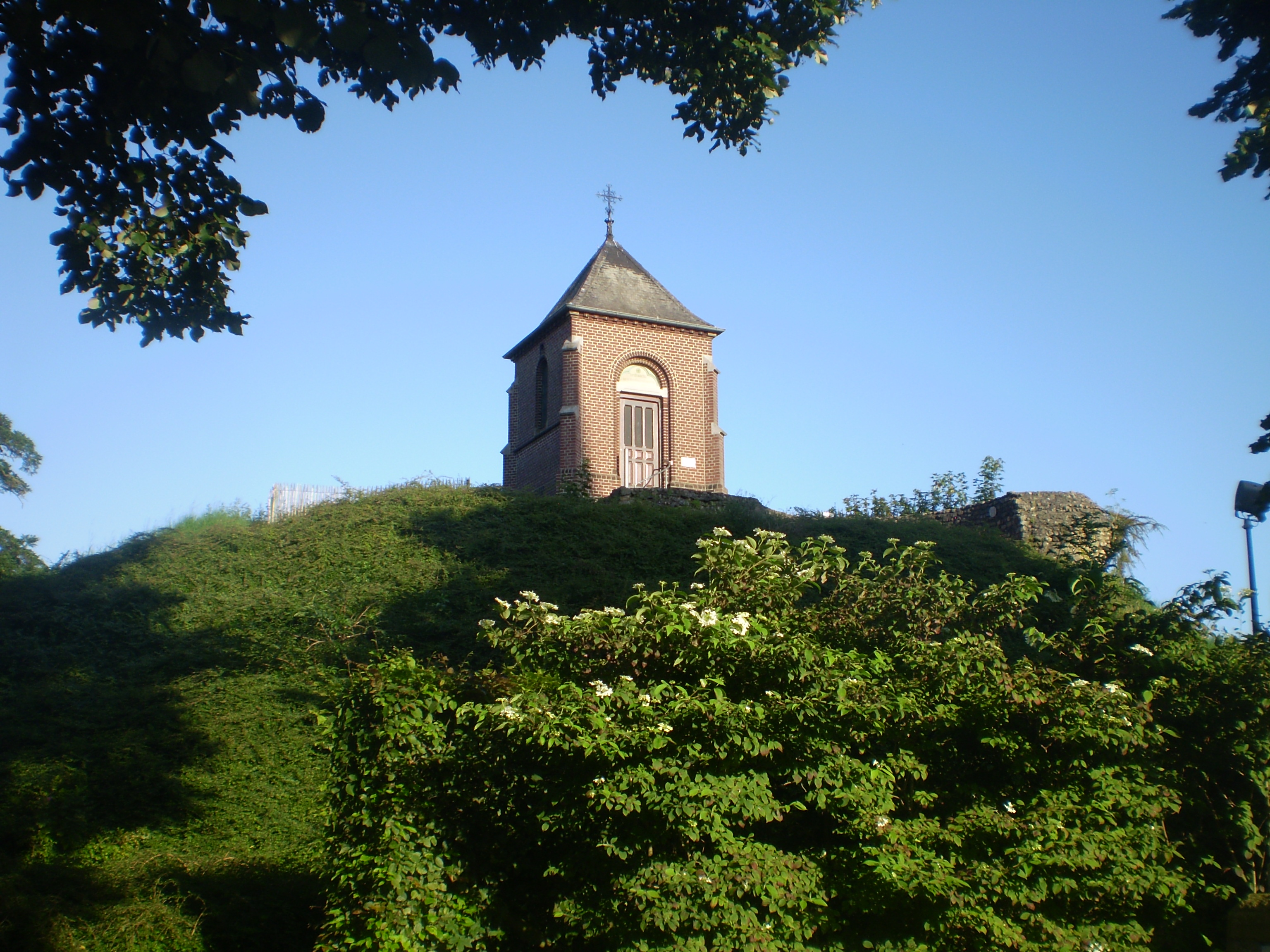
Deels afgegraven kant van de motteheuvel met de grafkapel van de familie Michiels van Kessenich